# باشگاه فوتبال درنیتسا
باشگاه فوتبال درنیتسا (انگلیسی: KF Drenica) یک باشگاه فوتبال مستقر در صربیکا، کوزوو است که در حال حاضر در لیگ دسته اول فوتبال کوزوو، دومین رده لیگ فوتبال در این کشور، به رقابت می‌پردازد. 